# Saison 2013 des Mariners de Seattle
La saison 2013 des Mariners de Seattle est la 37e saison en Ligue majeure de baseball pour cette franchise.
Les Mariners connaissent une 4e saison perdante de suite et encaissent 4 défaites de plus qu'en 2012. Avec 71 succès mais 91 défaites, ils prennent le 4e rang de la section Ouest de la Ligue américaine, le transfert des Astros de Houston dans cette division leur permettant d'éviter le dernier rang pour la première fois depuis 2009. Une fois de plus, ils possèdent l'une des pires offensives du baseball majeur mais la situation est plus rose au monticule, alors que Hisashi Iwakuma et Félix Hernández terminent respectivement 3e et 8e au vote de fin d'année qui détermine le gagnant du trophée Cy Young du meilleur lanceur.

## Contexte
Les Mariners encaissent plus de défaites qu'ils ne remportent de victoires en 2012, et ce pour la cinquième année de suite. Ils terminent en dernière place de la division Ouest de la Ligue américaine pour la quatrième fois en cinq ans. Malgré d'énormes ennuis à l'attaque, le club fait collectivement quelques progrès avec huit victoires de plus qu'en Saison 2011 des Mariners de Seattle, et complète le calendrier régulier avec 75 gains contre 87 revers.

## Intersaison
Les Mariners consacrent l'hiver à tenter d'améliorer leur offensive, l'une des plus faibles du baseball majeur depuis nombre de saisons. Seattle termine d'ailleurs dernier parmi les 14 équipes qui composent la Ligue américaine en 2012 au chapitre des points comptés, du total de buts récoltés, de la moyenne au bâton, de la moyenne de présence sur les buts et de la moyenne de puissance, ce qui mène entre autres au congédiement en octobre 2012 de l'instructeur des frappeurs Chris Chambliss. Pour corriger ce sérieux problème, les Mariners tentent d'attirer la vedette des Rangers du Texas devenue agent libre, Josh Hamilton, mais convaincre des joueurs d'évoluer au Safeco Field, le stade de baseball de Seattle réputé pour favoriser énormément les lanceurs, n'est pas une mince tâche et Hamilton rejoint finalement le club d'Anaheim. En janvier 2013, une transaction conclue avec les Diamondbacks de l'Arizona avorte lorsque le joueur convoité par Seattle, le voltigeur Justin Upton, invoque la clause de non échange incluse dans son contrat pour refuser le transfert chez les Mariners. L'aide espérée à l'attaque vient finalement d'une transaction qui envoie le lanceur Jason Vargas aux Angels contre le joueur de premier but Kendrys Morales le 19 décembre, puis d'un échange à trois équipes conclu avec les Nationals de Washington et les A's d'Oakland le 16 janvier. Le premier but et voltigeur Michael Morse, qui a joué à Seattle en début de carrière de 2005 à 2008, s'amène alors chez les Mariners, tandis que le receveur John Jaso part à Oakland et que les lanceurs A. J. Cole et Blake Treinen sont transférés à Washington.

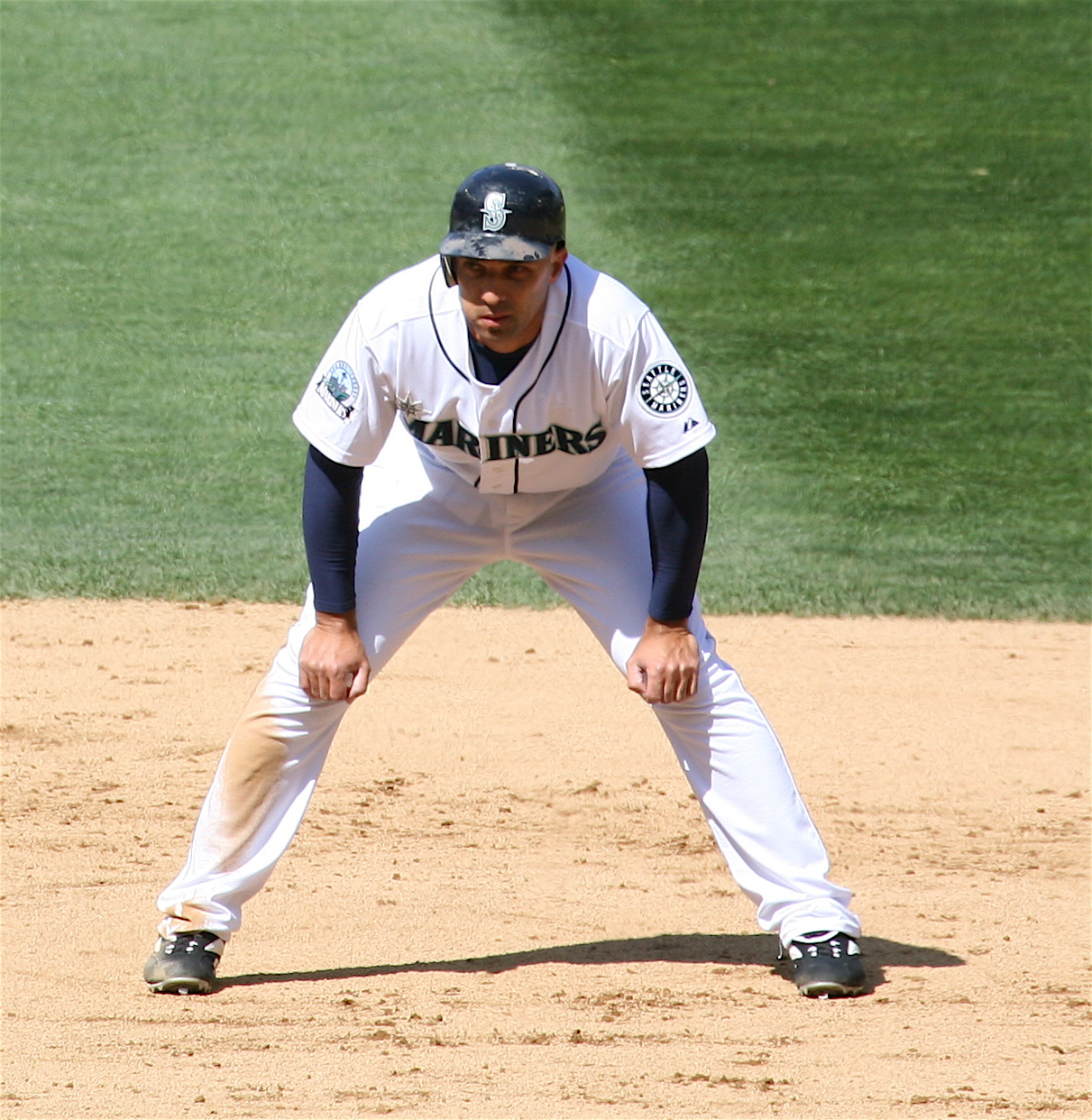
Raúl Ibáñez est de retour chez les Mariners après quatre ans d'absence.

Durant l'intersaison, les Mariners rapatrient le frappeur désigné et voltigeur Raúl Ibáñez, qui revient avec la franchise après un passage de plusieurs années à Philadelphie et New York en signant le 26 décembre 2012 à l'âge de 40 ans un contrat d'une saison.
Une des grandes nouvelles de l'hiver à Seattle est l'annonce de la prolongation de contrat acceptée par l'as lanceur partant et ancien gagnant du trophée Cy Young, Félix Hernández. Le pilier de la rotation des Mariners, avec le club depuis ses débuts dans le baseball majeur en 2005, devient le lanceur le mieux payé de l'histoire avec une entente de 175 millions de dollars pour 7 saisons, qui pourrait garder la vedette avec le club jusqu'en 2019.
En plus de John Jaso, échangé à Oakland, Seattle perd le receveur Miguel Olivo, un agent libre qui rejoint les Reds de Cincinnati, mais en met sous contrat deux autres : Kelly Shoppach et Ronny Paulino, le premier pour une saison et le second sur un contrat des ligues mineures.
Les Mariners libèrent de son contrat le joueur de champ intérieur Chone Figgins après trois saisons désastreuses à Seattle mais engagent pour un an le voltigeur Jason Bay, également décevant durant la même période chez les Mets de New York.
Le joueur de deuxième but Robert Andino est obtenu le 20 novembre 2012 des Orioles de Baltimore en échange du voltigeur Trayvon Robinson. Le premier but Mike Carp est transféré aux Red Sox de Boston le 20 février 2013.
Le 12 février, le lanceur partant gaucher Joe Saunders, échangé d'Arizona à Baltimore durant la saison 2012, s'amène à Seattle avec un contrat d'un an et une année d'option. Le lanceur droitier Kameron Loe est mis sous contrat par Seattle après trois années à Milwaukee. Le lanceur droitier Jeremy Bonderman, ancien des Tigers de Détroit qui n'a pas joué depuis 2010 après plusieurs opérations au bras, est signé par les Mariners. Le gaucher Óliver Pérez, un ancien des Mets dans une situation similaire, se voit lui aussi accorder une chance par Seattle. Le premier but Mike Jacobs, qui a effectué un retour dans les majeures fin 2012 avec Arizona, est invité à l'entraînement printanier des Mariners.
Le lanceur de relève gaucher George Sherrill quitte pour les Royals de Kansas City. Le releveur droitier Shawn Kelley est transféré aux Yankees de New York contre Abraham Almonte, un voltigeur des ligues mineures. Le lanceur partant Kevin Millwood, qui a lancé pour Seattle en 2012, met fin à une carrière de 16 saisons.

## Calendrier pré-saison
L'entraînement de printemps des Mariners se déroule du 22 février au 30 mars 2013.

## Saison régulière
La saison régulière des Mariners se déroule du 1er avril au 29 septembre 2013 et prévoit 162 parties. Elle débute le 1er avril par une visite aux Athletics d'Oakland et le premier match local au Safeco Field de Seattle est joué le 8 avril contre les Astros de Houston, ancien club de la Ligue nationale pour la première année rivaux des Mariners dans la division Ouest de la Ligue américaine.

### Juin
- 5 juin : À Seattle, Kyle Seager devient le premier joueur de l'histoire des majeures à frapper un grand chelem en manches supplémentaires[27]. Il le réussit contre Addison Reed des White Sox de Chicago en 14e manche d'une rencontre, perdue 7-5 par les Mariners, où pour la première fois de l'histoire un club comble en manches supplémentaires un déficit de 5 points ou plus, et où les 12 points inscrits par les deux équipes en supplémentaires égalent un record de la Ligue américaine[28].

### Classement
| Ligue américaine (Division Ouest) | V  | D   | %    | Diff. | Diff. (séries) |
| --------------------------------- | -- | --- | ---- | ----- | -------------- |
| Athletics d'Oakland               | 96 | 66  | ,593 | -     | -              |
| Rangers du Texas                  | 91 | 72  | ,558 | 5½    | 1              |
| Angels de Los Angeles             | 78 | 84  | ,481 | 18    | 13½            |
| Mariners de Seattle               | 71 | 91  | ,438 | 25    | 20½            |
| Astros de Houston                 | 51 | 111 | ,315 | 45    | 40½            |

## Affiliations en ligues mineures
| Niveau            | Équipe                  | Ligue                         |
| ----------------- | ----------------------- | ----------------------------- |
| AAA               | Rainiers de Tacoma      | Ligue de la côte du Pacifique |
| AA                | Jackson Generals        | Southern League               |
| A-Advanced        | High Desert Mavericks   | California League             |
| A                 | Clinton LumberKings     | Midwest League                |
| A (saison courte) | Everett AquaSox         | Northwest League              |
| Ligue des recrues | Pulaski Mariners        | Appalachian League            |
| Ligue des recrues | Arizona League Mariners | Arizona League                |
| Ligue des recrues | DSL Mariners            | Dominican Summer League       |
| Ligue des recrues | VSL Mariners            | Venezuelan Summer League      |